# A Message to Garcia
A Message to Garcia é um filme de guerra dramático estadunidense dirigido por George Marshall e lançado em 1936.